# Marcello Bartolucci
Marcello Bartolucci (* 9. April 1944 in Bastia Umbra, Provinz Perugia) ist ein italienischer Geistlicher und emeritierter Kurienerzbischof der römisch-katholischen Kirche.

## Leben
Marcello Bartolucci studierte Katholische Theologie und Philosophie am Regionalseminar von Umbrien und empfing am 9. November 1968 durch den Bischof von Assisi, Giuseppe Placido M. Nicolini OSB, das Sakrament der Priesterweihe. Anschließend promovierte er an der Päpstlichen Lateranuniversität zum Dr. theol. und erwarb dort zudem ein Diplom in Katechetik. Außerdem erlangte er an der Päpstlichen Universität Heiliger Thomas von Aquin das Lizenziat im Fach Kanonisches Recht.
Anschließend wirkte er in verschiedenen Pfarreien als Seelsorger, zunächst als Kaplan, später als Pfarrer. Zudem gab er Religionsunterricht in verschiedenen staatlichen Schulen.
1977 trat er in den Dienst der Kongregation für die Selig- und Heiligsprechungsprozesse ein und war zunächst in der dortigen Rechtsabteilung tätig. Am 7. Januar 1983 verlieh ihm Papst Johannes Paul II. den Ehrentitel Kaplan Seiner Heiligkeit (Monsignore) und am 16. Februar 1993 den Titel Ehrenprälat Seiner Heiligkeit.
Über mehr als 20 Jahre war er sowohl für die lateinischen als auch italienischen Texte der Dekrete über den heroischen Tugendgrad, über das Martyrium und die Wunder, die im Rahmen des Kanonisationsverfahrens in den Acta Apostolicae Sedis veröffentlicht werden, zuständig. Zudem war er Sekretär der Kommission für die Revision des Ritus der Feier der Seligsprechung.
Am 14. Juni 2007 ernannte ihn Papst Benedikt XVI. zum Untersekretär der Kongregation für die Selig- und Heiligsprechungsprozesse. Am 29. Dezember 2010 wurde er von Benedikt XVI. schließlich zum Titularerzbischof von Mevania und zum Sekretär dieses Dikasteriums berufen. Die Bischofsweihe spendete ihm Benedikt XVI. am 5. Februar 2011 im Petersdom; Mitkonsekratoren waren Kardinaldekan Angelo Sodano und Kardinalstaatssekretär Tarcisio Bertone SDB.
Papst Franziskus nahm am 18. Januar 2021 das von Marcello Bartolucci aus Altersgründen vorgebrachte Rücktrittsgesuch an.

## Weblink
- Eintrag zu Marcello Bartolucci auf catholic-hierarchy.org